# El Comandante
El comandante é uma série colombiana produzida pela Sony Pictures Television e exibida pela RCN Televisión entre 30 de janeiro e 7 de julho de 2017.
A série é baseada na vida do militar e ex-presidente venezuelano Hugo Chávez.
Andrés Parra interpreta o personagem principal da história. Gabriela Vergara, Stephanie Cayo, Viña Machado, Julián Román e César Manzano interpretam outros papéis principais.

## Sinopse
'El Comandante' é inspirada na história de vida de Hugo Chávez, um homem de origem humildem que com apenas 44 anos e contra todas as probabilidades tornou-se o mais poderoso e controverso líder latino-americano de seu tempo. Durante seu governo controlado à sua vontade as maiores reservas de petróleo do mundo, desafiou o primeiro mundo e que conseguiu como ninguém agitar todo o continente.

## Elenco
- Andrés Parra como Hugo Rafael Chávez Frías
- Gabriela Vergara como Marisabel Rodríguez
- Stephanie Cayo como Mónica Zabaleta
- Viña Machado como Carmen Rondón
- Julián Román como Carlos Uzcátegui
- César Manzano como Manuel Centeno
- Sheila Monterola como Antonia Manterola
- Jimmy Vásquez como Willy Manzanares
- Albi De Abreu como Cristóbal Iturbe
- Marianela González como Daniela Vásquez
- Paulina Dávila como Isabel Manrique
- Natalia Reyes como Carolina Jiménez
- Vicente Peña como Ángel Saavedra
- José Narváez como Iván Fonseca
- Jeannette Lehr como Adelaida de Chávez "Mamá Laida"
- Johanna Morales como Teresa
- Francisco Denis  como Fernando Brizuela
- Jairo Camargo como Presidente Carlos Andrés Pérez
- Santiago Soto como General López Fuentes
- Juan Pablo Gamboa como Andrés Venturini
- Hermes Camelo como o pai de Hugo.
- Vicky Hernández como a mãe de Hugo.
- Kristina Lilley como Mega Bradley

## Audiência
Sua estréia na Colômbia teve baixa audiência por coincidir com último capítulo da telenovela Sin tetas si hay paraíso. Por conta disso, teve uma audiência menor que programas como Colombia's Next Top Model, Polvo carnavalero, La ley del corazón, "Las Vegas", "El minuto de Dios", "Noticias Caracol", "Ecomoda" e "Noticias RCN". Em números, a série alcançou 4.3 de rating.

### Controvérsia
Em maio de 2016, Diosdado Cabello declarou sua oposição absoluta à produção da série, assegurando que a produção iria difamar o falecido presidente, assim como exigiu que os executivos da Sony Pictures Television parassem o projeto e mostrassem evidências de que a família de Chávez havia concordado com a produção da série. Mais tarde, a produtora esclareceu que Asdrúbal Chávez havia autorizado a série. Em outubro de 2016, Cabello ameaçou a Sony Pictures Television com uma ação judicial se continuasse a produção.
A atriz Gabriela Vergara, que interpretou Marisabel Rodríguez de Chávez na série, recebeu muitos comentários negativos, pois a ex-primeira-dama é acusada de cumplicidade e corrupção durante o governo de Chávez.

Na Venezuela, a CONATEL ordenou a retirada do sinal do canal RCN Televisión, para proibir a transmissão da série naquele país.